# Miramare slot
Miramare slot (italiensk: Castello di Miramare; tysk: Schloss Miramar; slovensk: Grad Miramar) er et slot fra det 19. århundrede ved Triestebugten nær byen Trieste i det nordøstlige Italien.
Slottet blev opført 1856-1860 efter tegninger af den østrigske arkitekt Carl Junker. Bygherren var den østrigske ærkehertug Ferdinand Maximilian og dennes hustru, Charlotte af Belgien. De blev senere kejser Maximilian 1. af Mexico og kejserinde Carlota de Mexico.
Efter Maximilian 1.'s død i 1867 og Charlottes tilbagevenden til Belgien blev slottet og den tilhørende park et sted, hvor Habsburgerne ofte kom. Den østrig-ungarske tronfølger Franz Ferdinand boede på slottet fra den 9. marts til den 11. april 1914, kort inden han blev myrdet i Sarajevo.
Efter afslutningen af 1. Verdenskrig blev Trieste annekteret af Italien i 1920. Østig havde under 1. Verdenskrig flyttet slottets indbo og kunstværker i sikkerhed til Wien, men efter krigen blev der blev mellem den italienske og den østrigske regering indgået en aftale, hvorefter Østrig sendte slottets indbo retur i 1925-26. Slottet blev bragt tilbage i sin oprindelige stand, og dele af slottet og slotshaven blev åbnet for publikum den 24. marts 1929.
To år senere overlod den italienske regering Miramare til  Prins Amedeo, Hertug af Aosta, der boede der med sin familie frem til 1937, hvor han blev udnævnt til generalguvernør i Italiensk Østafrika.
Slottet er i dag et museum. 

## Eksterne links
- Wikimedia Commons har flere filer relateret til Miramare slot
- Officielt website (italiensk) (engelsk) (fransk) (tysk)

45°42′9″N 13°42′44″Ø / 45.70250°N 13.71222°Ø